# Religia în Anglia
Creștinismul este cea mai practicată și declarată religie în Anglia. Biserica Anglicană este stabilită biserica oficială deținând o poziție special-constituțională pentru Regatul Unit. După creștinism, religiile cu cei mai mulți adepți sunt: Islamism,Hinduism,Sikhism,Iudaism,Budism,Credința Baha‘i, Mișcarea Rastafari și Neopăgânismul .Există de asemenea, organizații care promovează lipsa de religiozitate, unanim ateismul și secularismul. În trecut, diverse alte religii(de obicei păgâne)au fost importante în țară, în special Politeism celtic, Politeism Roman, Păgânismul Anglo-Saxon și Păgânismul Nordic. Singura religie larg răspândită în lume a fost creată în Anglia, este religia Neopăgână de Wicca. Cele mai numeroase și notabile clădiri și monumente religioase din Anglia sunt în natură ,inclusiv Stonehenge, Îngerul de Nord, Westminster Abbey, Catedrala Sf.Paul și Catedrala Canterbury.
Festivalurile de Crăciun și Paști, ambele de origine religioasă sunt încă comemorate pe scară largă în țară.
Creștinismul a fost prima dată introdus prin romani(Mitologia engleză leagă introducerea creștinismului în Anglia,la Glastonbury de legenda lui Iosif din Arimatea,a se vedea și legenda Sfântului Lucius).Dovezile arheologice pentru comunitățile creștine încep să apară în secolele III și IV.Populația romano-britanică,după retragerea legiunilor romane,a fost în cea mai mare parte creștină.
Sosirea anglo-saxonilor a introdus Politeism Anglo-Saxon la ceea ce este acum Anglia.
Creștinismul a fost reintrodus în Anglia prin misionari din Scoția și Europa Continentală;era Sfântului Augustin(primul arhiepiscop de Canterbury) și a misionarilor creștinismului celtic în nord(în special,Sfântul Aidan și Sfântul Cuthbert).Sinodul din Whitby,în cele din urmă,în 664 a dus Biserica Angliei a fi în totalitate romano-catolică.Cele mai recente documente creștine care au supraviețuit timpurilor includ "Al 7-lea secol iluminat al Evangheliilor Lindsfarne" și conturile istorice scrise de Bede Venerabilul.
Nobilii normanzi și episcopii au avut o influență înainte de Cucerirea Normandă din 1066 și influențele normande au afectat arhitectura anglo-saxonă,de mai târziu.Eduard Confesorul a fost adus în Normandia,și în 1042 a adus zidari pentru a lucra la Westminster Abbey,prima clădire romanică din Anglia.Bisericile de arhitectură normandă în formă de cruce au avut modificări profunde și turnul de trecere a rămas în Anglia o caracteristică a arhitecturii ecleziastice.Sute de biserici de parohie au fost construite,dar și prima mare catedrală din Anglia.Anglia are multe catedrale timpurii,printre care:York Minster(1080),Catedrala Durham(1093) și Catedrala Salisbury(1220).După un incendiu,Catedrala Cantenbury a fost deteriorată și în 1174 masonii normanzi au introdus noua arhitectură gotică.În jurul anului 1191 Catedrala Wells și Catedrala Lincoln au fost aduse în stilul englezesc gotic.
Papa Inocențiu al III-lea a plasat Regatul Angliei în cadrul unei interdicții timp de șapte ani,între 1208 și 1215 după ce regele Ioan a refuzat să accepte propunerea Papei ca Arhiepiscop de Canterbury.

## Anglicanismul
În 1536,Biserica Anglicană a fost împărțită de la Roma,în ciuda problemei divorțului regelui Henric al VIII-lea de Caterina de Aragon.Împărțirea a dus la separarea autorității ecleziastice.Mai târziu,sub influența Reformei,Biserica din Anglia a adoptat poziția distinctă a Reformei catolice cunoscută ca anglicanism.Pentru mai multe detalii despre această perioadă,vezi următoarele articole:

### Cronologia Reformei engleze
Actul de supremație(1534):Henric al VIII-a declarat că a fost "capul suprem pe pământ al Bisericii din Anglia" a cerut nobilimii să depună un jurământ pentru recunoașterea supremației lui Henry.
Șase articole(1539):Deși organizarea bisericii din Anglia a reformată,articolele reafirmă doctrina catolică.

### Cartea rugăciunii comune și Cartea ordinului comun

#### Cartea de rugăciuni Rebeliunea
În timpul re-stabilirii romano-catolicismului în Anglia sub conducerea Mariei I,unii protestanți au fost persecutați și unii au admis credința lor în exil.
Localitatea religioasă a Elisabetei:sub conducerea Elisabetei I,stabilitatea politică și religioasă a fost menținută prin intermediul unui compromis atât în doctrină,cat și în practică între anglicanismul lui Henry al VIII-lea și cel al lui Eduard al VI-lea.
Actul de Supremație(1559)-afacerile religioase în Anglia au fost restaurate odată cu moartea lui Eduard al VI lea și a impus Jurământul de supremație cu privire la aceste birouri de deținere.
Treizeci și nouă de articole(1563):statisticile definitorii ale doctrinei anglicane au devenit o cerință legală în Anglia în 1571 și au fost impuse prin Actul Test din 1673(până în 1824).
Gaura Preotului:bogații romano-catolici au construit în casele lor ascunzători pentru preoți.
Iacob I al Angliei și problemele religioase
Gunpowder Plot:în 1605 a avut loc o încercare de asasinare a regelui James VI și I,și stabilirea protestantă a sentimentului anti-catolic puternic înrădăcinat.
Oportunist:modificările politice și religioase necesare titularilor pentru a da dovadă de flexibilitate în convingerile declarate,ca satiră în cântecul popular "Oportunist".
Adunarea Westminster(1643):numit de Parlament pe termen lung pentru a restructura Biserica Anglicană,a întocmit Confesiunea Credinței Westminster(care a devenit și a rămas "standardul subordonat" al doctrinei Bisericii Scoțiene și a fost influent în cadrul bisericii prezbiteriene din întreaga lume.
1689,Mărturisirea de credință baptistă-scrisă de baptiștii Calviniști din Anglia pentru a da o expresie formală reformei și credinței creștine protestante cu o perspectivă evidentă Baptistă.
Declarația regală de indulgență(1672):Carol al II-lea a încercat să extindă nonconformismul libertății religioase protestante în tărâmurile sale.
Declarația de Indulgență(1687-1688):Iacob al II-lea a încercat să stabilească libertatea religiei În Anglia.
Șapte Episcopi: episcopi ai Bisericii Anglicane care au făcut o petiție împotriva lui Iacob al II-lea, împotriva Declarației de Indulgență, au fost închiși .Papa trasează între 1678-1681 o conspirație pentru a discredita catolicii din Anglia, acuzați de complot.
Excluderea lui Bill: a încercat să-l excludă pe fratele lui Carol al II-lea și pe moștenitorul prezumtiv, James,Duce de York de la tronul Angliei pentru că era catolic.
Drept penal: o serie de legi specifice care au încercat să mențină unitatea Bisericii Anglicane împotriva nonconformismului protestant și romano-catolic,prin impunerea sancțiunilor civile și handicapurilor civile asupra acestor disidențe.
Actul Test: cere un test religios al funcționarilor pentru a asigura conformitatea cu biserica stabilită.
Actul Uniformității(1662):necesară utilizarea tuturor ritualurilor și ceremoniilor în Cartea de Rugăciune, comună în serviciile Bisericii Angliei și hirotonirea episcopală pentru toți miniștrii.
1664,Actul de Rugăciune: a interzis adunările religioase a mai mult de cinci persoane în afara auspiciilor Bisericii din Anglia.
1665,Actul Cinci Mile: a interzis clericilor de a locui la o distanță mai mare de 8 mile.
Astăzi, Biserica Anglicană este stabilită biserica Angliei, o biserică distinctă de când cu așezarea sub conducerea Elisabetei I(cu unele întreruperi pe perioada secolului al XVII-lea).Monarhul britanic este formal Guvernatorul Suprem, dar liderul său spiritual este Arhiepiscopul de Canterbury care este considerat prin convenție ca șef la nivel mondial, al Bisericii Anglicane. În practică, Biserica Angliei este guvernată de Sinodul General, aflat sub autoritatea Parlamentului.

## Statistici
| Religia             | 2001       | 2001  | 2011       | 2011  | 2021       | 2021  |
| Religia             | Număr      | %     | Număr      | %     | Număr      | %     |
| ------------------- | ---------- | ----- | ---------- | ----- | ---------- | ----- |
| Creștinism          | 35,251,244 | 71.7  | 31,479,876 | 59.4  | 26,167,899 | 46.3  |
| Fără religie        | 7,171,332  | 14.6  | 13,114,232 | 24.7  | 20,715,664 | 36.7  |
| Islam               | 1,524,887  | 3.1   | 2,660,116  | 5.0   | 3,801,186  | 6.7   |
| Hinduism            | 546,982    | 1.1   | 806,199    | 1.5   | 1,020,533  | 1.8   |
| Sikhism             | 327,343    | 0.7   | 420,196    | 0.8   | 520,092    | 0.9   |
| Iudaism             | 257,671    | 0.5   | 261,282    | 0.5   | 269,283    | 0.5   |
| Budism              | 139,046    | 0.3   | 238,626    | 0.5   | 262,433    | 0.5   |
| Altă religie        | 143,811    | 0.3   | 227,825    | 0.4   | 332,410    | 0.6   |
| Religie nedeclarată | 3,776,515  | 7.7   | 3,804,104  | 7.2   | 3,400,548  | 6.0   |
| Total populație     | 49,138,831 | 100.0 | 53,012,456 | 100.0 | 56,490,048 | 100.0 |

Religia în Anglia și Țara Galilor (2008)
     Biserica Anglicană (47%)
     Biserica Romano-Catolică (9,6%)
     Alte denominații creștine (8,7%)
     Islam (4,8%)
     Hinduism (1,3%)
     Sikhism (0,4%)
     Iudaism (0,3%)
     Alte religii (1,4%)
     Agnosticism (5,3%)

## Romano-catolicismul
Biserica Angliei a fost puternic influențată de Roma de la sosirea Sfântului Augustin de Canterbury,care a sosit în anul 588,până la ruptura definitivă cu controlul roman la ascensiunea Elisabetei I în 1558.
Primii ani ai Regatului Unit au fost dificili pentru aderanții englezi ai Bisericii Romano-catolice,în ciuda faptului că persecuția nu a fost violentă deoarece au experimentat în trecutul recent,în baza Legii Pașoptiste din 1698;au fost afectați aderanții din Anglia și Țara Galilor.Drepturile civile ale aderanților romano-catolici au fost grav reduse și nu au mai existat;ca în timpul lui Stuart să nu mai existe nici o prezență catolică în instanță,în viața publică,în armată sau în altă profesie.Mulți din nobilii catolici și boieri au păstrat pe teritoriile lor dovezi de catolicism,unii l-au urmat pe James al II-lea în exil,iar alții s-au convertit la anglicanism,însemnând că foarte puține comunități catolice au supraviețuit.
La sfârșitul secolului al XVIII-lea și începutul secolului al XIX-lea,cele mai multe restricții cu privire la participarea catolicilor la viața publică s-au regăsit sub acte ca,Actul Papist 1778,Actul Romano-catolic 1791 și Actul Catolic din 1829.Acest proces de emancipare catolică a cunoscut opoziția violentă în Revoltele Gordon din 1780 în Londra.Între anii 1840 și 1850,în special în timpul Marii Foamete din Irlanda,cea mai mare parte din fluxul de emigrare din Irlanda a fost condusă spre Statele Unite,milioane de oameni săraci irlandezi au fost,de asemenea,mutați în Anglia,s-au instituit comunități în orașe și în sus și jos de țară,cum ar fi Londra și Liverpool,oferind catolicismului un impuls numeric imens.În 1850,Biserica Romano-catolică din Anglia și Țara Galilor a restabilit o ierarhie.

## Metodismul
O tradiție puternică a metodismului a fost dezvoltată începând cu secolul al XVIII-lea.Renașterea metodistă a fost începută în Anglia de către un grup de oameni,incluzându-i pe John Wesley și fratele său mai mic,Charles ca o mișcare în cadrul Bisericii Anglicane,dar s-a dezvoltat separat.

## Penticostal
Bisericile penticostale au continuat să crească,și în ceea ce privește participarea bisericii,este a 2-a după Biserica Anglicană și Romano-Catolică.Există trei denumiri principale ale bisericile penticostale:
Adunărilor lui Dumnezeu în Marea Britanie
Biserica Apostolească
Biserica Penticostală Elim
Exista,de asemenea,un număr tot mai mare de biserici independente,carismatice care încurajau practicile penticostale ca parte a cultului,cum ar fi Comunitatea bisericii din Kingsgate în Peterborough care a început cu 9 persoane în 1988 și are acum o congregație de 1500.

## Biserici Ortodoxe de Est

### Biserica Ruso-ortodoxă
Există diferite grupuri Ortodoxe-Ruse în Anglia.În 1962,Mitropolitul Antonie(Bloom) de Sourozh a fost pentru mulți ani episcop,arhiepiscop și apoi mitropolit al eparhiei Ortodoxe-Ruse din Eparhia de Sourozh,Eparhiei Ortodoxe Ruse din Moscova,Patriarhiei Marii Britanii și Irlandei.Este cel mai numeros grup Ortodoxo-Rus din țară.Există,de asemenea,Biserica Ortodoxă-Rusă,din afara bisericilor Rusiei,precum și unele bisericii și comunități apaținând Exarhatul Patriarhal pentru Parohiile Ortodoxe de Tradiție Rusă din Europa de Vest.

### Biserica Ortodoxă-Greacă
Astăzi,există șapte biserici care poartă titlul de catedrală în Londra,precum și în Birmingham(Adormirea Maicii Domnului și Sfântul Andrei) și Leicester.În plus față de acestea,există și biserici,în număr de optzeci și unu și alte locuri în care cultul este oferit în mod regulat,douăzeci și cinci locuri(inclusiv Universitatea Chaplaincies)unde Sfânta Liturghie este celebrată pe o bază de mai puține reguli;patru capele(inclusiv cea a Arhiepiscopiei) și două mănăstiri.Astfel cum este tradițional în cadrul Bisericii Ortodoxe,episcopii au un grad considerabil de autonomie în cadrul Arhiepiscopiei.Biserica Ortodoxă Greacă "Sfântul Nicolae" din Toxteth,Liverpool,a fost construită în 1870.Aceasta este o versiune extinsă a bisericii Sfântul Teodor de la Constantinopol și este o clădire de gradul II.

### Biserica Ortodoxă Antiohiană
Din cadrul bisericilor ortodoxe antiohieene face parte Catedrala Sfântul George din Londra și un număr de parohii în Anglia.

## Alte Bisericii Ortodoxe Estice
Pe lângă bisericile rusești și ortodoxe grecești,există,de asemenea,Biserici Ortodoxe Sârbe și Bisericii Ortodoxe Ucrainene toate din Londra,precum și Biserica Ortodoxă Autocefale din Belarus,non-canonică.

### Ortodoxia Orientală
Toate parohiile ortodoxe au fost coptate sub juridicția Bisericii Coptă Ortodoxă din Alexandria de către Papa din Alexandria.Biserica Coptă Ortodoxă din Regatul Unit a fost divizată în trei parohii principale:Irlanda,Scoția și Anglia de Nord;Midlans și zonele sale afiliate;și Sudul Țării Galilor.În plus,există Exarhatul Patriarhal la Stevenage,Hertfordshire.Cele mai multe convertiri britanice aparțin Bisericii Ortodoxe Britanice,care este parte canonică din Biserica Coptă Ortodoxă.Există,de asemenea,Biserica Ortodoxă Eritreea Tewahedo și Biserica Ortodoxă Etiopiană Tewahedo din Londra,dar și Biserica Apostolească Armeană.

## Islamul
Deși Islamul este,în general,gândit ca fiind o recentă sosire în țară,a fost în contact cu musulmanii pentru multe secole.Un exemplu timpuriu ar fi decizia de Offa,regele al XVIII-lea al Merciei(unul din regii anglo-saxoni existenți la acea vreme),de a avea monede bătute cu o inscripție islamică.Se crede că au fost bătute pentru a facilita comerțul cu imperiul islamic.Bursa musulmană a fost bine-cunoscută printre învățații din Anglia în 1386,odată cu scrieriile lui Chauce.În Prolog la “Canterbury Tales”,Chauce scrie despre drumul pelerinilor spre Canterbury,un "Doctour de Phisyk" a căror învățare include Razi,Avicenna(Ibn Sina, Arabă ابن سينا) și Averroes (Ibn Rushd, Arabă ابن رشد).Canonul Ibn Sina de medicină a fost un text standard pentru studenții la Medicină și în secolul XVII.
Islamul este religia de astăzi pe locul al II-lea în Anglia,cu 40% din musulmani ce trăiesc în Londra,unde alcătuiesc 8,5% din populație.Există,de asemenea,un număr mare de musulmani în Birmingham,Manchester,Bradford,Luton,Slough,Leicester și orașele din nordul Angliei.Autoritățile locale cu o populație musulmană mai mare de 10% sunt:
- London Borough of Tower Hamlets 36.4% 71,389
- London Borough of Newham 24.3% 59,293
- Blackburn with Darwen 19.4% 26,674
- City of Bradford 16.1% 75,188
- London Borough of Waltham Forest 15.1% 32,902
- Luton 14.6% 26,963
- Birmingham 14.3% 139,771
- London Borough of Hackney 13.8% 27,908
- Pendle 13.4% 11,988
- Slough 13.4% 15,897
- London Borough of Brent 12.3% 32,290
- London Borough of Redbridge 11.9% 28,487
- City of Westminster 11.8% 21,346
- London Borough of Camden 11.6% 22,906
- London Borough of Haringey 11.3% 24,371
- Metropolitan Borough of Oldham 11.1% 24,039
- Leicester 11.0% 30,885
- London Borough of Ealing 10.3% 31,033
- Kirklees 10.1% 39,312

Moscheele notabile sunt:Baitul Futuh Mosque,London Central Mosque,Al-Rahma mosque,Birmingham Central Mosque,East London Mosque,Finsbury Park Mosque,Al Mahdi Mosque,Darul Barakaat Mosque,London Markaz și Markazi mosque.

## Iudaismul
Până în secolul XX,iudaismul a fost singura religie non-creștină care a apărut pentru prima dată în documente istorice în timpul Cuceririi normande din 1066.De fapt,între 1290-1656,iudaismul nu a existat oficial în Anglia din cauza unui ordin de expulzare categorică în 1290 și a restricțiilor oficiale, care nu au fost ridicate până în 1656(deși izvoarele istorice arată că unii evrei s-au intors în Anglia în prima parte a secolului al XVII-lea înainte de ridicarea restricției).Acum,prezența culturii evreiești și a evreilor în Anglia de azi este una dintre cele mai mari din lume.

## Hinduismul
În secolul al XIX-lea,majoritatea studenților din Anglia erau hinduși.Au existat trei valuri de migrație a hindușilor în Anglia de atunci.
Înainte de Independența Indiei în 1947,migrația hindusă a fost minusculă și în mare măsură temporară.Al doilea val de migrație hindusă a avut loc în anii 1970,după expulzarea hindușilor gujarati din Uganda.Inițial,imigrația hindusă a fost limitată la punjabi,gujarati și hinduși,dar,din anul 2000,mici comunități hinduse de fiecare etnie puteau fi găsite în Anglia.
Anglia este,de asemenea,gazdă a unei comunități mari de imigranți din Sri Lanka,hindușii,care sunt cel mai adesea Tamils.Ultimul val de migrație a hindușilor a avut loc în 1990 cu privire la refugiații din Sri Lanka și profesioniștii din India.În orice caz,există un număr tot mai mare de hinduși englezi vestici,care fie s-au convertit de la o altă credință,fie au fost hinduși englezi de la naștere.

## Sikhism
Primul templu Sikh Gurdwara nu a fost stabilit înainte de 1911,dar era localizat în Putney în Londra.
Prima migrație Sikh a venit în anii 1950.Cea mai mare parte a oamenilor cautau de lucru în industriile similare turnătoriilor și textilelor.Acești nou-veniți erau stabiliți în principal în Londra,Birmingham și West Yorkshire.Mii de Sikhs din Africa de Est i-au urmat la scurt timp,acestă migrație în masă a fost cauzată de persecuția lui Idi Amin,a grupurilor etnice din Uganda,mii de oameni fiind nevoiți să fugă din regiune din teama de a-și pierde viața.

## Budismul
Cea mai veche influență budistă asupra Angliei a venit prin conexiunile imperiale din Marea Britanie cu Asia de Sud Est,și,ca urmare a conexiunilor timpurii cu tradițiile Theravada din Birmania,Thailanda și Sri Lanka.Tradiția de studiu a dus la fondarea Pali Text Society, care s-a angajat să traducă Canonul Pali de texte budiste în engleză.
În 1924,a fost înființată Societatea Londoneză budistă.Rata de creștere a fost lentă,dar constantă,iar prin anii 1950 s-a văzut interesul în budismul Zen.

## Credința Baha´i
Credința Bahá'í a început mai devreme cu mențiunile de predecesor al Credinței Bahá'í,pe Bab,în ziarul Times la 1 noiembrie 1845.Astăzi Baha'i sunt comunități din întreaga țară de la Carlisle la Cornwall.

## Nici o religie
Ca și în multe țări europene,Anglia are o populație importantă de atei și agnostici.La recensământul din 2001,15% din populație n-au raportat nici o religie.Dintre cei care au declarat că au o religie,mai mult de jumătate nu au participat la un serviciu religios,deși acest lucru nu este o dovadă de ateism.Alte statistici sugerează că 44% dintre britanici pot fi atei⁄agnostici.

### Forme majore în Anglia
Aceste credințe,toate care sunt considerate a fi păgâne,au fost predominante în regiunile care mai târziu au ajuns în Anglia,deși au fost extinse prin creștinarea.

### Politeism Celtic
Pe parcursul Epocii fierului,Politeismul celtic a fost religia predominantă în regiunea numită astăzi Anglia.

### Politeismul Roman
Politeismul Roman a fost introdus în Anglia când Imperiul Roman a invadat și ocupat zona.Cu toate acestea,sub conducerea romană,britanicii au continuat să se închine divinităților nativ celtice,cum ar fi Ancasta,dar adesea confundate cu echivalentele lor romane,cum ar fi Marte Rigonemetos la Nettleham.Este dificil să se măsoare cu precizie în ce măsură credințele anterioare native au supraviețuit.Anumite trăsături nord europene în ceea ce privește ritualul,rămân în înregistrările arheologice,cum ar fi semnificația numărul 3,importanța capului și a surselor de apă,cum ar fi izvoarele.Cultul împăratului este larg înregistrat,în special la site-uri militare.

### Păgânismul Germanic
În Evul Mediu,imigranții de pe continentul european au sosit,aducând cu ei păgânismul anglo-saxon,un subset al păgânismului germanic.Mai târziu,după ce majoritatea popoarelor anglo-saxone s-au convertit la creștinism,vikingii din Scandinavia au sosit,aducând cu ei păgânismul nordic.

## Locuri notabile de cult
Variatele religii și istoria etnică a Angliei a lăsat o gamă largă de edificii religioase - biserici,catedrale,capele,paraclise,sinagogi,moschei și temple.Pe lângă importanța sa spirituală,arhitectura religioasă include clădiri importante pentru industria turismului și de mândrie locală.Ca urmare a Reformei,catedralele vechi au rămas în posesia celor stabilite biserici atunci(curios,în Liverpool designul ultra-modern de proiectare a Catedralei Romano-catolică a fost de fapt terminat înainte de designul mai tradițional al Catedralei Anglicane,a cărei construcție a luat cele mai multe de 20 de secole).Lăcașurile de cult notabile includ:
- Baitul Futuh Mosque -Islamică
- Bevis Marks Synagogue -Evreească
- Birmingham Central Mosque -Islamică
- Brompton Oratory –Romano-catolică
- Canterbury Cathedral –Biserică a Angliei
- Finsbury Park Mosque - Islamică
- Gurdwara Sri Guru Singh Sabha - Sikh
- Metropolitan Tabernacle - Baptistă
- Neasden Temple - Hindusă
- Serbian Orthodox Church of St Lazar, Bournville –Ortodoxo-sârbă
- St Chad's Cathedral – Romano-catolică
- St Paul's Cathedral –Biserică a Angliei
- Victoria Park Mosque - Islamică
- Westminster Abbey –Biserică a Angliei
- Westminster Cathedral – Romano-catolică
- Westminster Central Hall - Metodică
- York Minster –Biserică a Angliei